# Orazio Grassi
Orazio Grassi (né en 1583 à Savone, en Ligurie – mort à Rome en 1654) était un Jésuite italien du XVIIe siècle, qui fut un mathématicien, un astronome et un architecte. Il prit part à une vive controverse avec Galileo Galilei sur la nature des comètes.

## Biographie
Orazio Grassi naquit en 1582 à Savone, sur la côte de Gênes Il fut admis dans la Compagnie de Jésus à l’age de dix-huit ans, et professa les mathématiques avec succès, à Gênes et à Rome, pendant vingt années. Peu satisfait de la réputation qu’il pouvait obtenir dans les sciences, il cultiva aussi les beaux-arts, et se montra jaloux d’étaler de grandes connaissances en architecture. En tant qu’architecte, Orazio Grassi participa notamment à la construction de l’église Saint-Ignace-de-Loyola de Rome, élevée à l’emplacement du temple d’Isis entre 1626 et 1685, et qui était l’église du Collège romain, voulu par saint Ignace et fondé en 1551 pour être une « école gratuite de grammaire, d’humanités et de doctrine chrétienne ». Nommé recteur du collége de Savone, il revint à Rome sur la fin de sa vie, et y mourut le 23 juillet 1654.

## Œuvres
- Dissertatio optica de iride, Rome, 1618, in-4°
- Dissertatio astronomica de tribus cometis anni 1618, ibid., 1619 ; Bologne, 1655, in-4°. Grassi soutient dans cette thèse, d’après l’opinion de Tycho Brahe, généralement adoptée aujourd’hui, que les comètes sont de véritables planètes qui reçoivent, comme les autres, leur lumière du Soleil, et dont les révolutions peuvent être prédites d’une manière certaine. Mario Guiducci, disciple de Galilée, attaqua ce sentiment dans une dissertation qu’il lut à l’Académie de Florence ; mais Grassi, soupçonnant que Galilée s’était tenu caché sous le nom de son élève, lui répondit directement par l’ouvrage suivant : Libra astronomica et philosophica qua Galilæi opiniones de cometis refutantur, Parme, 1629, in-4°, publié sous le pseudonyme de Lothario Sarsi (anagramme de son propre nom : Lothario Sarsi Sigensani pour Horatio Grassi Salonensi). L’emploi de l’anagramme ne s’explique pas seulement par le fait que Galilée avait fait publier son discours sur les comètes sous le nom de son disciple Mario Guiducci mais parce que les supérieurs du Collegio Romano se refusaient à voir leurs savants mêlés à la controverse. Galilée devina facilement le véritable auteur, et lui répliqua par son ouvrage L'Essayeur (Il Saggiatore), chef d’œuvre de critique et d’éloquence. Son adversaire ne se tint pas pour battu, et fit paraître, toujours sous le nom de Sarsi : Ratio ponderum libræ et simbellæ in qua quid e Galilæi simbellatore de cometis statuendum sit proponitur, Paris, 1626 ; Naples, 1627 et 1629, in-4°. Guiducci continua la querelle, à laquelle Galilée ne prit plus aucune part ; cependant Grassi ne lui pardonna pas d’avoir cherché à le tourner en ridicule ; et, dit Montucla, on prétend que ce religieux ne contribua pas peu à animer les inquisiteurs contre son adversaire.